# Jeux méditerranéens de 2013
Navigation
Pescara 2009 Tarragone 2018
Les  Jeux méditerranéens de 2013 sont la 17e édition des Jeux méditerranéens. Ils se sont tenus du 20 au 30 juin 2013 à Mersin, en Turquie.
Initialement accordée à Volos et Larissa, en Grèce, l'organisation leur en a été retirée le 28 janvier 2011.

## Sports
| - Athlétisme - Aviron - Basket-ball - Badminton - Beach-volley - Boules - Boxe - Canoë-kayak - Cyclisme - Équitation - Escrime - Football - Golf - Gymnastique artistique - Gymnastique rythmique | - Haltérophilie - Handball - Judo - Karaté - Lutte - Natation - Ski nautique - Taekwondo - Tennis - Tennis de table - Tir - Tir à l'arc - Voile - Volley-ball - Water-polo |

Handisport : des épreuves aménagées sont incluses en natation et en athlétisme.

## Nations participantes
| - Albanie - Algérie - Andorre - Bosnie-Herzégovine - Chypre - Croatie - Égypte - Espagne - France - Grèce - Italie - Liban | - Libye - Malte - Macédoine du Nord - Maroc - Monaco - Monténégro - Saint-Marin - Serbie - Slovénie - Syrie - Tunisie - Turquie |

## Tableau des médailles
Tableau des médailles final des Jeux méditerranéens 2013, mis à jour.
| Rang  | Nation             | Or  | Argent | Bronze | Total |
| ----- | ------------------ | --- | ------ | ------ | ----- |
| 1     | Italie             | 70  | 52     | 64     | 186   |
| 2     | Turquie            | 47  | 43     | 36     | 126   |
| 3     | France             | 25  | 25     | 46     | 96    |
| 4     | Espagne            | 21  | 32     | 29     | 82    |
| 5     | Égypte             | 21  | 22     | 24     | 67    |
| 6     | Grèce              | 15  | 18     | 26     | 59    |
| 7     | Slovénie           | 13  | 11     | 11     | 35    |
| 8     | Serbie             | 12  | 11     | 11     | 34    |
| 9     | Croatie            | 11  | 7      | 9      | 27    |
| 10    | Algérie            | 9   | 2      | 15     | 26    |
| 11    | Tunisie            | 7   | 19     | 22     | 48    |
| 12    | Maroc              | 7   | 10     | 11     | 28    |
| 13    | Albanie            | 3   | 2      | 4      | 9     |
| 14    | Chypre             | 2   | 2      | 3      | 7     |
| 15    | Monténégro         | 1   | 1      | 3      | 5     |
| 16    | Malte              | 1   | 1      | 0      | 2     |
| 17    | Saint-Marin        | 0   | 2      | 3      | 5     |
| 18    | Syrie              | 0   | 2      | 0      | 2     |
| 19    | Macédoine du Nord  | 0   | 1      | 4      | 5     |
| 20    | Bosnie-Herzégovine | 0   | 1      | 3      | 4     |
| 21    | Liban              | 0   | 0      | 2      | 2     |
| Total | Total              | 265 | 264    | 326    | 855   |